# Marazalda
Marazalda es un despoblado que actualmente forma parte de la localidad de Altube, que está situado en el municipio de Zuya, en la provincia de Álava, País Vasco (España).

## Toponimia
A lo largo de los siglos ha sido conocido también con el nombre de Monreal

## Historia
Documentado desde 1338, año de su creación, en 1372 se despobló al pasar sus habitantes a Murguía.
Actualmente sus tierras son conocidas con el topónimo de Marakalda.